# ススメ→トゥモロウ/START:DASH!!
「ススメ→トゥモロウ／START:DASH!!」（ススメトゥモロウ / スタートダッシュ）は、高坂穂乃果（新田恵海）、南ことり（内田彩）、園田海未（三森すずこ）によるシングルで、テレビアニメ『ラブライブ！』の挿入歌。2013年2月20日にLantisから発売された。

## 概要
テレビアニメ『ラブライブ！』の挿入歌第1弾。このシングルのみ「μ's」名義ではなく、「高坂穂乃果、南ことり、園田海未」名義となっている。ジャケットイラストは2月3日に公開された。
初回生産分には「穂乃果・ことり・海未のアイ活！OFFの過ごし方 カード」が1枚（全3種）ランダムで付属し、挿入歌第1弾から第3弾まで連動した各店舗別の購入特典も企画された。
キャッチコピーは「諦めちゃダメなんだ。可能性を信じようっ!」。

## 収録曲
全作詞：畑亜貴
1. ススメ→トゥモロウ [4:36]
  - 作曲・編曲：河田貴央
  - テレビアニメ第1期第1話挿入歌
  - 第2期第1話ではμ's ver.として使用された。
  - 応援ソングとして作られた曲[6]。
2. START:DASH!! [4:19]
  - 作曲・編曲：佐々木裕
  - テレビアニメ第1期第3話挿入歌
  - 2年生のみのバージョン。こちらも応援ソングとなっている。『ラブライブ！スクールアイドルフェスティバル』には後発の「No brand girls」収録の全員バージョンが収録されているため本バージョンは収録されていない。
3. ススメ→トゥモロウ (Off Vocal)
4. START:DASH!! (Off Vocal)

## 収録アルバム
| 曲名              | アルバム                                    | 発売日        | 備考           |
| ----------------- | ------------------------------------------- | ------------- | -------------- |
| ススメ→トゥモロウ | 『μ's Best Album Best Live! Collection II』 | 2015年5月27日 | ベストアルバム |
| START:DASH!!      | 『μ's Best Album Best Live! Collection II』 | 2015年5月27日 | ベストアルバム |